# Dactyladenia laevis
Espèce
Classification APG III (2009)
Synonymes
- Acioa laevis Pierre ex De Wild, 1920

Statut de conservation UICN

 EN  : En danger
Dactyladenia laevis est une espèce de plantes à fleurs de la famille des Chrysobalanaceae. C'est un arbre endémique du Gabon.

## Synonymes
Acioa laevis De Wild. ex Pierre.

## Description
Arbre atteignant 20 m de haut.

## Répartition
Endémique à la forêt primaire du Gabon au voisinage de Libreville. L'espèce est menacée par la déforestation et l'exploitation du bois. Le dernier spécimen connu a été répertorié en 1998.